# Alasenjärvi (sjö i Kuhmo, Kajanaland, Finland)
Alasenjärvi eller Alasjärvi är en sjö i Finland. Den ligger i kommunen Kuhmo i landskapet Kajanaland, i den centrala delen av landet, 500 km nordost om huvudstaden Helsingfors. Alasenjärvi ligger 187,6 meter över havet. Den är 24 meter djup. Arean är 2,53 kvadratkilometer och strandlinjen är 12,24 kilometer lång. Sjön  ingår i Uleälvens huvudavrinningsområde. 